# Новоадзітарово
Новоадзіта́рово (рос. Новоадзитарово, башк. Яңы Атйетәр) — присілок у складі Аургазинського району Башкортостану, Росія. Входить до складу Батирівської сільської ради.
Населення — 372 особи (2010; 407 в 2002).
Національний склад:
- татари — 73%